# Щучинцы
Щучинцы (укр. Щучинці) — село на Украине, находится в Жмеринском районе Винницкой области.
Код КОАТУУ — 0521081412. Население по переписи 2001 года составляет 422 человека. Почтовый индекс — 23144. Телефонный код — 4332.
Занимает площадь 1,914 км².

## Адрес местного совета
23143, Винницкая область, Жмеринский р-н, с. Жуковцы, ул. Кирова, 98